# Petra Mårselius
Petra Rebecka Mårselius, född 16 november 1972, är en svensk statsvetare och ämbetsman.
Petra Mårselius utbildade sig vid Uppsala universitet, där hon tog en magisterexamen med bland annat statsvetenskap.
Hon har arbetat i Regeringskansliet, bland annat i  Justitiedepartementet. Åren 1997–2000 arbetade hon på Sida i Stockholm och vid Sveriges ambassad i Guatemala City med utvecklingssamarbete med Latinamerika. Mårselius var 2014–2015 sekreterare i Jämställdhetsutredningen.
Hon är sedan augusti 2022 överintendent för Forum för levande historia i Stockholm.